# Mahinog
Mahinog è una municipalità di quinta classe delle Filippine, situata nella provincia di Camiguin, nella regione del Mindanao Settentrionale.
Mahinog è formata da 13 baranggay:
- Benoni
- Binatubo (Binaliwan)
- Catohugan
- Hubangon
- Owakan
- Poblacion
- Puntod
- San Isidro
- San Jose
- San Miguel
- San Roque
- Tubod
- Tupsan Pequeño